# عيران ريكليس
عيران ريكليس (بالعبرية: ערן ריקליס‏) (و. 1954 – م) هو مخرج سينمائي، وكاتب سيناريو من إسرائيل. وُلد في القدس. من أفلامه نهائي الكأس (1991)، العروس السورية (2004)، شجرة ليمون (2008) وعرب راقصون (2014).

## روابط خارجية
- عيران ريكليس على موقع IMDb (الإنجليزية)
- عيران ريكليس على موقع ألو سيني (الفرنسية)
- عيران ريكليس على موقع ميوزك برينز (الإنجليزية)
- عيران ريكليس على موقع تيرنر كلاسيك موفيز (الإنجليزية)
- عيران ريكليس على موقع أول موفي (الإنجليزية)
- عيران ريكليس على موقع قاعدة بيانات الأفلام السويدية (السويدية)
- عيران ريكليس على موقع قاعدة بيانات الفيلم (الإنجليزية)
- عيران ريكليس على موقع كينوبويسك (الروسية)